# Valeri Scherstjanoi
Valeri Scherstjanoi (russisch Валерий Михайлович Шерстяной; * 3. September 1950 in Sagiz, Kasachische SSR, Sowjetunion) ist ein Lautdichter, Hörspielautor und Schöpfer der lautpoetischen Notationen (scribentische Blätter). Seine Texte schreibt er hauptsächlich in deutscher Sprache. Valeri Scherstjanoi ist seit 1985 deutscher Staatsbürger.

## Leben
Scherstjanoi gibt Auftritte und literarische Performances zum Thema „Der russische Futurismus“ seit 1968. Er absolvierte das Germanistikstudium an der Staatlichen Kubaner Universität in Krasnodar. Anfang der 1980er Jahre, nach der Übersiedlung in die DDR, gab er unter anderem Lesungen und Vorträge in der Galerie „oben“ in Karl-Marx-Stadt (Chemnitz) und im Studentenzentrum „Moritzbastei“ in Leipzig sowie Auftritte mit Carlfriedrich Claus bei der Ausstellung „Segel der Zeit – Salut Chlebnikow“ im Lindenau-Museum Altenburg 1985 und die Performance „Sieg über die Sonne“ zum 100. Geburtstag von Alexej Krutschonych mit Carlfriedrich Claus, Rudolf Mayer und Wolfgang Heisig.
Auf internationalen Festivals, unter anderem in Berlin, Marseille, Brno, Québec, Prag, Genf, Gent, Stockholm, Graz, Salzburg, Wien, Chicago, Bologna, Breslau, London, Madrid, Toulouse, Utrecht, Luzern, Amsterdam, Rotterdam, Kaliningrad, Lyon, Maastricht, Luxemburg, Rom, Basel und Mantova gab er Lautkonzerte mit eigener Dichtung und Vorträge über die russische Avantgarde der 1910er und 1920er Jahre.
Er gab Lautkonzerte mit Gedichten von Wladimir Majakowski, Alexej Krutschonych, Welimir Chlebnikow, Daniil Charms, Kurt Schwitters, Raoul Hausmann und eigenen Texte.
In den 1990er Jahren hatte Scherstjanoi Auftritte mit Michael Lentz, mit Jaap Blonk, unter anderem als „The Vowel Triangle“. Von 1994 bis 1996 war er künstlerischer Leiter des Internationalen Festivals der Lautpoesie „Bobeobi“ in der „Wabe“ in Berlin-Prenzlauer Berg.
Bei der „Musica Viva“ war er unter anderer beteiligt mit Rezitation bei der Aufführung der „Sinfonie Nr. 3 – Jesus, Messias, errette uns!“ von Galina Ustwolskaja (1919–2006) mit dem Symphonieorchester des Bayerischen Rundfunks unter der Leitung des Dirigenten Markus Stenz. Im Jahre 2005 gab es einen Auftritt als Sprecher mit dem Ensemble „L´Art pour L´Art“ und Schauspieler sowie Sprecher und Lautpoet im Kinderopernprojekt Oliver Twist von Matthias Kaul der Hamburgischen Staatsoper.
2007 hatte Scherstjanoi Auftritte in Berlin mit dem „Kairos Quartett“. 2008 war er Dozent der Meisterklasse „Experimentelle Poesie“ im Schwäbischen Kunstsommer an der Schwabenakademie Irsee. Von 2009 bis 2010 war er Gastprofessor im Winter- und Sommersemester am Deutschen Literaturinstitut der Universität Leipzig.
Von 1990 bis 2000 war er Mitglied des Bielefelder Colloquium „Neue Poesie“. Von 2005 bis 2011 war Scherstjanoi Mitglied der Freien Akademie der Künste zu Leipzig. 2010 wurde er mit dem Alice Salomon Poetik Preis ausgezeichnet. Von 2012 bis 2013 war er erneut Gastprofessor im Wintersemester am Deutschen Literaturinstitut der Universität Leipzig.
In der Spielzeit 2012/2013 war Scherstjanoi Gast am Maxim Gorki Theater in Berlin, als Performer und Lautpoet für die Produktion „DADA Berlin“ unter der Regie von Rainald Grebe. Von 2014 bis 2015 war er wieder als Gastprofessor im Winter- und Sommersemester Deutschen Literaturinstitut der Universität Leipzig tätig. 2017 war er als Gastdozent im Sommersemester am Deutschen Literaturinstitut der Universität Leipzig tätig. Im Juni 2017 hatte er die Ernst-Jandl-Dozentur für Poetik an der Universität in Wien.

## Werke
- Valeri Scherstjanoi „Zaoum – Schriften“ experimentelle texte hrsg. von k. riha und s.j. schmidt siegen Gesamthochschule Siegen (1985)
- Alexander Tufanow "ZU SA-UM Phonische Musik und Funktionen der Konsonantenphoneme" Aus dem Russischen von Valeri Scherstjanoi Gertraud Scholz Verlag Obermichelbach (1989) ISBN 3-925599-10-X.
- VALERIJ ŠERSŤANOJ „vizuálni texty“ Galerie Stará radnice Dům uměni města Brna Vorwort von Jiři Valoch (1990) ISBN 80-7009-021-9.
- Valeri Scherstjanoi „das russische abc - scribentisch“ gertraud scholz verlag obermichelbach (1990) ISBN 3-925599-17-7.
- Valeri Scherstjanoi „laute zeichnen bilder hören“ gertraud scholz verlag obermichelbach (1991) ISBN 3-925599-25-8.
- Valeri Scherstjanoi „ars scribendi“ kap + galerie art-contact Karlsruhe (1992)
- Valeri Scherstjanoi (Hrsg.) „Tango mit Kühen“ Anthologie der russischen Lautpoesie zu Beginn des 20. Jahrhunderts edition selene Wien (1998) ISBN 3-85266-081-5.
- Valeri Scherstjanoi „lauter scherben. texte zeichnungen chronik“ Books on Demand Norderstedt (2008) ISBN 978-3-8370-5750-8.
- Alexej Krutschonych „Phonetik des Theaters“ [Taschenbuch] herausgegeben, mit einem Nachwort und aus dem Russischen übersetzt von Valeri Scherstjanoi Verlag Reinecke & Voß Leipzig (2011) ISBN 978-3-9813470-5-0.
- Valeri Scherstjanoi „Mein Futurismus“ [Taschenbuch] mit einem Nachwort von Michael Lentz Verlag Matthes & Seitz Berlin (2011) ISBN 978-3-88221-618-9.
- Valeri Scherstjanoi „Partitions scribentiques“ anthologie 26 p., avec une illustration par Jonathan Bragdon hochroth Paris (2013) ISBN 978-2-9543903-3-8.

## Beiträge
- WortBild. Visuelle Poesie in der DDR, herausgegeben von Guillermo Deisler und Jörg Kowalski Halle 1990
- „Decodierung Recodierung,“ Herausgeber Toni Kleinlercher Triton Verlag Wien (2000)
- „Fümms böö wöö tää zää Uu“ Stimmen und Klänge der Lautpoesie herausgegeben von Urs Engeler und Christian Scholz Urs Engeler Editor Basel/Weil am Rhein (2002)
- „Jahrbuch der Lyrik 2005“ Herausgegeben von Christoph Buchwald und Michael Lentz C.H.Beck München (2004)
- „DA mal Saturn herankam In Erinnerung an Karl Amadeus Hartmann zum 100.Geburtstag“ neue Musik und ihr Umfeld Herausgegeben vom Bayerischen Rundfunk/musica viva München (2006)
- „Ars Poetica“ international poetry festival Bratislava (2006)
- „Grenzüberschneidungen“ Poesie Visuell Interkulturell edition ch raum für notizen Herausgeber Günter Vallaster Wien (2006)
- „DETI RA“ № 12 (26) Zeitschrift für Literatur und Kunst Moskau (2006) ISSN 1551-188X
- „Nüchterne Nächte“ in Akzente, Zeitschrift für Literatur, herausgegeben von Michael Krüger Hanser Verlag München - Heft 6/Dezember (2006)
- „Die schönsten Gedichte aus 25 Jahren“ 25. Jahrbuch der Lyrik herausgegeben von Christoph Buchwald S. Fischer Frankfurt/Main (2007)
- „Ein Alphabet der Visuellen Poesie“ herausgegeben von Günter Vallaster 20 Jahre edition ch Wien (2010) ISBN 978-3-901015-46-5.
- „In diesem Land Gedichte aus den Jahren 1990-2010“ Hrsg. von Michael Lentz und Michael Opitz S. Fischer Frankfurt/Main (2010) ISBN 978-3-10-043929-1.
- „FREIBORD - Zeitschrift für Literatur und Kunst“, Nr. 151 (1/2011)herausgegeben und verlegt von Gerhard Jaschke in der Edition Freibord Wien (2011) ISBN 978-3-8305-1776-4.
- „Mit Mutters Stimme“ in Neue Rundschau S.Fischer Verlag GmbH, Frankfurt am Main Heft 2/2012 ISSN 0028-3347 ISBN 978-3-10-809089-0.

### Beteiligungen an Ausstellungen der visuellen und konkreten Poesie
- „ars scribendi“ (Einzelausstellung) Kunsttempel Kassel 1. bis 30. April 2000.
- „Schrift und Bild in Bewegung“. Gasteig, München 27. Mai bis 16. Juni 2000.
- „100 handlungsanweisungen“ - Kunstwandern am Karlsplatz, Wien, permanente Installation • 100 x Kunst am Karlsplatz 2004.
- „3 durch 3“ Kunsttempel Kassel Mit Jaap Blonk und Michael Lentz 16. Februar 2005 bis 6. März 2005.
- „Utopia“ Hartmut Andryczuk, Valeri Scherstjanoi, Wolfgang Müller & Felix Martin Furtwängler Stadtmuseum Jena 13. März bis 22. Mai 2005.
- „Schrift. Zeichen. Geste. Carlfriedrich Claus im Kontext von Klee bis Pollock“ Kunstsammlungen Chemnitz. 24. Juli bis 9. Oktober 2005.
- Meisterwerke der Kritzelei. MdK. Ein Kunstprojekt zur 8. Kasseler Museumsnacht im Kunsttempel, Kassel 31. August bis 2. September 2006.
- „Neue Aussichten“ Deutsche Gesellschaft für Technische Zusammenarbeit (GTZ) Eschborn Kunst aus Osteuropa. 6. Juli bis 8. September 2006.
- „Galerie december“ Berlin 4. Mai – 26. Juni 2007.
- „Poeticum 07 Sprachspiele“ Kunsttempel Kassel 23. August – 23. September 2007.
- „Obenauf und ungebrochen“ Künstlerpublikationen aus der DDR Bremen Weserburg Museum für moderne Kunst Studienzentrum für Künstlerpublikationen 7. Februar bis 17. Mai 2009.
- „Subversive Praktiken Kunst unter Bedingungen politischer Repression. 60er–80er / Südamerika / Europa“ Württembergischer Kunstverein Stuttgart 30. Mai bis 2. August 2009.
- „Ich liebe Dich“ Literaturmuseum der Moderne, Marbach am Neckar 20. September bis 29. Januar 2012.

### Hörspiele
- „Polyphonia“ Regie Bernhard Jugel BR 2 (1991)
- „Lautland“ Regie Bernhard Jugel BR 2 (1994)
- „Matrjoschka“ Regie Bernhard Jugel BR 2 (1996)
- „Operative Personenkontrolle“ „Futurist“ Regie Eberhard Klasse SDR 2 (1996)
- „Azbuka - Das russische Alphabet“ als Hörspiel Regie Eberhard Klasse SDR 2 (1996)
- „Solitude - Eine Sprechoper“ Regie Eberhard Klasse SDR 2 (1997)
- „Ein Tag im Leben des V. Scherstjanoi“ Regie Eberhard Klasse Ursendung SWR 2 (1998)
- „Tango mit Kühen“ Regie Bernhard Jugel BR 2 (1999)
- „Makrophon“ Komposition Ulrich Bassenge. Realisation Ulrich Bassenge und Bernhard Jugel BR 2 (2000)
- „Nach Hause! Ein Russe besucht seine Heimat“ Regie Eberhard Klasse SWR 2 (2000)
- „Das Unmögliche Schaffen Meine Begegnung mit Carlfriedrich Claus“ Regie Eberhard Klasse SWR 2 (2001)
- „Babuschka Biruta - Frauenschicksal in Russland“ Regie Eberhard Klasse SWR 2 (2001)
- „Wien, ein Lautgedicht!“ Mit Lucas Cejpek ORF kunstradio (2003)
- „Heimkehrreime“ Regie Bernhard Jugel BR 2 (2004)
- „Berlin, ein Lautgedicht“ Mit Andreas Hagelüken WDR 3 (2005)
- „kamata bumba zwo“ Mit Hartmut Geerken ORF kunstradio (2009)
- „Hiddensea“ von Michael Lentz - Regie: Michael Lentz BR (2013)

### Künstlerbücher
- „Monologe“. Zu den skribentischen Grundlagen Scherstjanoi. Uwe Warnke Verlag. Berlin. (1992)
- „DiaLügen“. Uwe Warnke Verlag. Berlin. (1992)
- „Skribentische Ornamärze“. Skribentismen mit einer Partitur von Sebastian Gruner. ENTWERTER/ODER 14. Sonderausgabe. Berlin. (1995)
- „Der Untergang von Atlantis“. Mit Hartmut Andryczuk. Nach dem gleichnamigen Gedicht von Velimir Chlebnikov. Hybriden-Verlag Berlin. (2006)
- „Briefe aus der Zukunft“. Mit Hartmut Andryczuk. Mit Texten und Zeichnungen zu Friedrich Nietzsche, Wladimir Majakowski, Lautréamont, Danill Charms, Samuel Beckett und Carlfriedrich Claus. Hybriden-Verlag Berlin. (2008)
- „Höllenzimmer Liebe“ von Wladimir Majakowski. Mit Michael Lentz und Hartmut Andryczuk. Künstlerbuch mit DVD. Hybriden-Verlag Berlin. (2008)

### Diskographie
- „Lautland“ Gertraud Scholz Verlag Obermichelbach (1998)
- „Lautkonzert“ edition schielein eurasburg (2001)
- „Mingstimmen“ CD-Beilage (mit Wolfram Winkel) mimas atlas im Hybriden-Verlag Berlin (2004)
- „ode ade ddr“ Hybriden-Verlag (2005)
- „Berlin, ein Lautgedicht“ Mit Andreas Hagelüken Hybriden-Verlag Berlin CD(2006)
- „LUOAR NNAMSUAH“ Valeri Scherstjanoi liest Raoul Hausmann Hybriden – Verlag Berlin CD (2006)
- Mit Wolfram Spyra und Hartmut Andryczuk als „Pathetische Patienten“ in Luzern Hybriden – Verlag CD in einer Metalldose (2006)
- „scribentieren artikulieren lamentieren“ Ein Film von Ida Thonsgaard DVD Berlin (2007)
- Mara Genschel & Valeri Scherstjanoi „Vom Nachtalpenweg“ CD-Beilage (mit Mara Genschel) mimas atlas im Hybriden-Verlag Berlin (2009)
- „Nachtmahr – Lichtmahr“ Film: Valeri Scherstjanoi Film des Films: Hartmut Andryczuk Hybriden-Verlag Berlin (2009)
- Alexej Krutschonych "Phonetik des Theaters", vorgetragen von Valeri Scherstjanoi, herausgegeben in der Reihe Elektronikengel Hybriden-Verlag Berlin (2010)
- "Anatomie der Laute" Heft mit CD, veröffentlicht in der Reihe Elektronikengel Hybriden-Verlag Berlin (2011)
- „Lautinhalationen“ Audio-CD - selected studio-recordings january-december 2010 & video DVD - live performance at NK, berlin, 26. November 2010 edition Tochnit Aleph Berlin (2011)
- „Tumult of the voice, please!“ - selected studio-recordings performed and recorded january-october 2011 edition Tochnit Aleph Berlin (2011)

### Beiträge in
- „Augen Blicke Wort Erinnern Begegnungen mit Carlfriedrich Claus“ (Valeri Scherstjanoi All-Nächte der Kunst Meine Begegnung mit Carlfriedrich Claus S. 54–58) Gerhard Wolf Janus press Berlin (1999)
- „Homo Sonorus“ An International Anthology Of Sound Poetry The National Center for Contemporary Art. Kaliningrad Branch (Valeri Scherstjanoi On the Neologists of Russian Futrurist Poetry S. 63–69) Kaliningrad (2001)
- Valeri Scherstjanoi „Carlfriedrich Claus und die russischen Futuristen“ In: „Schrift. Zeichen. Geste. Carlfriedrich Claus im Kontext von Klee bis Pollock“ Kunstsammlungen Chemnitz 24. Juli bis 9. Oktober 2005 Wienand Verlag (2005)
- Valeri Scherstjanoi „Von der Kunst besessen. An Robert Rehfeldt“ In: Robert Rehfeldt Kunst im Kontakt Verlag Lutz Wohlrab Berlin (2009)
- Valeri Scherstjanoi „DADA ist … kein russischer Futurismus“ S. 11–13 In: DU Magazin Die Zeitschrift der Kultur Ausgabe Nr: 831 96 Jahre DADA – Jubiläumsausgabe November (2012) ISBN 978-3-905931-26-6.
- Valeri Scherstjanoi „Karawane auf Russisch“, in: Gä weida Dada - 100 Jahre Dada und München, herausgegeben von Andreas Trojan, S. 19. München (2016) ISBN 978-3-930654-40-6